# حاصل القيمة

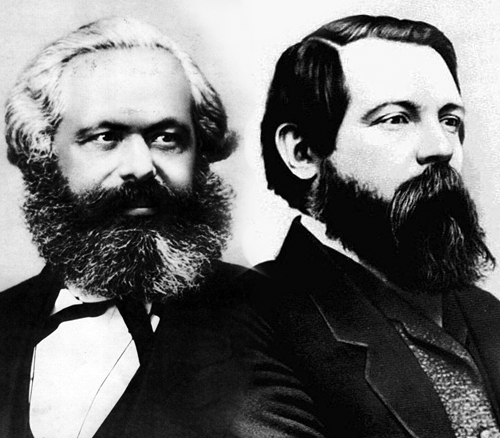

يُعرف حاصل القيمة (VP) (القيمة الجديدة) بأنه مفهوم اقتصادي صاغه كارل ماركس في نقده للاقتصاد السياسي خلال ستينيات القرن التاسع عشر، ويستخدم في نظرية المحاسبة الاجتماعية الماركسية للاقتصادات الرأسمالية. قيمته النقدية السنوية تساوي تقريبًا المبلغ الصافي من ستة تدفقات للدخل الناتج عن الإنتاج:
1. أجور ورواتب الموظفين.
2. الربح بما في ذلك الربح الموزع وغير الموزع.
3. الفوائد التي تدفعها الشركات المُنتجة من إجمالي الدخل الحالي.
4. الإيجار الذي تدفعه المؤسسات المُنتجة من إجمالي الدخل الحالي، بما في ذلك إيجارات الأراضي.
5. ضريبة على إنتاج قيمة جديدة، بما في ذلك ضريبة الدخل والضرائب غير المباشرة على المنتجين.
6. الرسوم التي تدفعها الشركات المُنتجة من إجمالي الدخل الحالي، بما في ذلك: الإتاوات، بعض الأتعاب ورسوم موظفي الشركات، مصاريف التأمين المختلفة، وبعض رسوم الإيجار المتكبدة في الإنتاج والمدفوعة من إجمالي الدخل الحالي.

آخر خمسة مداخيل نقدية هي مكونات فائض القيمة المحققة. من حيث المبدأ، يتضمن حاصل القيمة أيضًا مخزونًا غير مباع للمخرجات الجديدة. يتوافق مفهوم ماركس تقريبًا مع مفهوم القيمة المضافة في الحسابات القومية، مع بعض الاختلافات المهمة وبشرط أنه لا ينطبق إلا على الخرج الصافي من الإنتاج الرأسمالي، وليس على تقييم كل الإنتاج في مجتمع ما، والذي بالطبع قد لا يكون الإنتاج التجاري جزءًا منه على الإطلاق.

## تعريف
يُصاغ المفهوم بشكل أكثر دقة عندما ينظر ماركس في إعادة إنتاج وتوزيع الدخل القومي (شاهد مخطوطته المسماة «نتائج عملية الإنتاج الفورية [أو المباشرة]»، المتاحة باللغة الإنجليزية في طبعة بيليكان من كتاب رأس المال)، وأيضًا على الإنترنت؛ والفصول الأخيرة من المجلد 3 لكتاب رأس المال).
كتب ماركس هذا في عام 1864، أي قبل 70 عامًا أو نحو ذلك من أن توضع أول إحصائيات شاملة للناتج القومي الإجمالي وتكوين رأس المال من قبل أمثال فاسيلي ليونتيف وريتشارد ستون وسيمون كوزنتس وكولن كلارك (وُضعت الصيغة النهائية لنظام المحاسبة الأساسي للأمم المتحدة لأول مرة عام 1953). تنتهي مخطوطة ماركس لـ المجلد 3 لكتاب رأس المال بمناقشة «علاقات التوزيع»، لكنه لم يَعِش لاستكمال تحليله. إلا أن نهجه واضح تمامًا من حيث الشكل.
وصف ماركس إجمالي الإنتاج (أو القيمة الإجمالية لمبيعات الناتج) بـ «قيمة الإنتاج» («VPn»).
إذا كان رأس المال المتغير المدفوع = V، رأس المال الثابت المتداول المستهلَك =Cc ، رأس المال الثابت المستهلَك = Cf، وفائض القيمة المُنتَجة = S، فإن:
الناتج الكلي {\displaystyle VP_{n}=C_{c}+C_{f}+V+S=}
و
القيمة الصحيحة المضافة {\displaystyle VP=V+S=}
لذا فإن «حاصل القيمة» الخاص بماركس قد عبر حقًا عن وجهة نظره حول القيمة المضافة الجديدة الإجمالية الحقيقية أو صافي الإنتاج. وفي رأيه، فهذا الإجمالي يساوي قيمة مدفوعات الأجور + فائض القيمة، والتي تشمل الأخيرة، بصرف النظر عن صافي الربح والفائدة والإيجار، صافي الضرائب المفروضة والرسوم من نوع الإتاوة المدفوعة فيما يتعلق بالدخل الناتج عن إنتاج المخرجات، بالإضافة إلى عنصر القيمة الفائضة للمخزونات غير المباعة من المخرجات الجديدة. لم يناقش ماركس بنفسه الضرائب ودخل الإتاوة بالتفصيل؛ كانوا جزءًا صغيرًا فقط من إجمالي الدخل القومي عندما عاش (ما يقارب 5-10% أو نحو ذلك).

## تعليق إضافي لماركس
يدّعي ماركس أنه في فترة محاسبية، تُنتِج القوى العاملة في القطاع الرأسمالي عادةً قيمة جديدة تساوي تكلفة أجرها، بالإضافة إلى قيمة جديدة إضافية (تسمى فائض القيمة).
إلا أن ماركس يحذر من:
«عادة تمثيل فائض القيمة وقيمة القوة العاملة كأجزاء من القيمة المنشئة –والتي تتأصل عادة في الوضع الرأسمالي للإنتاج نفسه، والتي سيُكشف عن استيرادها فيما بعد– تخفي الصفقة ذاتها التي تميّز رأس المال، وهي ما يدعى بتبادل رأس المال المتغير لقوة العمل الحيّة، والاستبعاد المترتب على ذلك للعامل من المنتج. بدلاً من الحقيقة الواقعية، لدينا مظهر زائف لمنظمة، حيث يقسّم فيها العامل والرأسمالي المنتج بما يتناسب مع العناصر المختلفة التي يساهمون بها على التوالي في تكوينها».
–كارل ماركس
لهذا السبب، انتقد ماركس النسب مثل حصة الأرباح والأجور (حصة الأجور) في إجمالي أو صافي الناتج على أنها خادعة، لأنها أخفت علاقات الإنتاج الرأسمالية الحقيقية، وتحديدًا معدل فائض القيمة. كان اهتمامه الأساسي هو النسبة بين الأرباح العامة والأجور (معدل الاستغلال).

## القيمة المضافة الماركسية الجديدة مقابل الناتج المحلي الإجمالي
إن معادلة القيمة المضافة الجديدة مع صافي الناتج أو الناتج المحلي الإجمالي (المعروف أيضًا باسم إجمالي القيمة المضافة) لن يكون لها أي معنى عند ماركس، ويرجع ذلك أساسًا إلى أن صافي الناتج يشمل الإهلاك (أو استهلاك رأس المال الثابت)، ومع ذلك يستثني مختلف إيجارات العقارات المدفوعة عن طريق الشركات المنتجة من دخلها الإجمالي (على أساس أن تأجير أصل ما لا يشكل في حد ذاته إنتاجًا) بالإضافة إلى جزء من صافي الفائدة (يعتبر دخل ممتلكات).
فيما يتعلق بالإهلاك، بالنسبة لماركس، فإن قيمة الإهلاك الحقيقي على الأقل لم تشكل أي قيمة جديدة، ولكن، القيمة المُحافظ عليها والمنقولة إلى المنتجات الجديدة عن طريق العمالة الحيّة. لقد ظهرت كقيمة مضافة، فقط لأنه عندما تُخصم التكاليف من إجمالي دخل المبيعات للحصول على صافي الربح، يعتبر الإهلاك أحد مكونات إجمالي دخل الربح الجديد. في الحسابات القومية الرسمية، يتم التمييز بين إجمالي القيمة المضافة (بما في ذلك مصاريف الإهلاك) وصافي القيمة المضافة (مستثنيةً إياهم).
طبعًا في الواقع قد يختلف هذا الإهلاك («الاقتصادي») الحقيقي عن الإهلاك لأغراض الضريبة. في هذه الحالة، يمكن أن يحتوي استهلاك رأس المال الثابت المُبلّغ عنه على عنصر ربح غير موزع. بالإضافة إلى ذلك، قد تتضمن الحسابات الوطنية الرسمية في استهلاك رأس المال الثابت قيمة أقساط التأمين والفوائد والإيجارات المدفوعة من إجمالي الدخل، والتي تتعلق مباشرة باقتناء أو صيانة الأصول الثابتة المُنتِجة، على أساس أنها جزء من التكلفة تشغيل الأصول الثابتة المنتِجة. في الاقتصاد الماركسي، مع ذلك، سيُنظر إلى هذه التدفقات إما على أنها نفقات زائفة للإنتاج، أو نفقات رأسمالية ثابتة متداولة، أو عنصر من فائض القيمة الإجمالي.
على النقيض من ذلك، اعتبر ماركس الإيجارات التي تدفعها الشركات المنتِجة من دخلها الإجمالي كجزء من فائض القيمة، وكجزء لا يتجزأ من هيكل تكلفة المنتج الاجتماعي. وبالتالي، تُضمّن إيجارات الأعمال، المستبعدة من الناتج المحلي الإجمالي كونها نفقات وسيطة، في حاصل القيمة الماركسية كعنصر من عناصر فائض القيمة.
من وجهة نظر ماركسية، تتضمن القيمة المضافة الرسمية أيضًا بعض المكونات المشكوك فيها مثل القيمة الإيجاريّة للمساكن التي يشغلها مالكوها. هذا القيد هو الإيجار السوقي للمساكن التي يشغلها المُلّاك والتي يمكن أن تتحقق في حالة تأجير المساكن، وتعامل على أنها «خدمة». لكن معظمها لا يشير إلى أي تدفق حقيقي للدخل، ولا من الواضح أن هذا المكون له أي علاقة بالإنتاج.
فيما يتعلق بصافي الفوائد، سوف تستبعد حسابات المنتَج الرسمية جزءًا منه، بقدر ما يُعرّف على أنه دخل ممتلكات لا علاقة له بقيمة الإنتاج. ولكن إذا دُفعت من إجمالي الإيرادات الحالية للمؤسسات المنتِجة، فيجب إدراجها في حاصل القيمة الماركسية. لهذا السبب، من المرجح أن يكون إجمالي صافي الفائدة الماركسية أكبر من إجمالي صافي الفائدة الرسمي.